# Phlebotomus perfiliewi
Phlebotomus perfiliewi är en tvåvingeart som beskrevs av Aimé Georges Parrot 1930. Phlebotomus perfiliewi ingår i släktet Phlebotomus och familjen fjärilsmyggor. Inga underarter finns listade i Catalogue of Life.